# The Linked Ring
The Linked Ring eller The Brotherhood of the Linked Ring, "den sammenknyttede kreds", var en forening eller sammenslutning etableret i London 1892, der forpligtede sig på at udvikle fotografien i kunstnerisk retning, herunder pictorialisme, "billedmæssig fotografi". Den var oprindelig en afspaltning af Royal Photographic Society, men fik tilhængere også uden for England, blandt andet amerikaneren Alfred Stieglitz. Da fotograferingskunsten omsider var blevet anerkendt i begyndelsen af det nye århundrede, ophørte sammenslutningen 1910.
| Kunst | Spire Denne artikel om kunst er en spire som bør udbygges. Du er velkommen til at hjælpe Wikipedia ved at udvide den. |